# Cratere Basile
Basile è un cratere sulla superficie di Giapeto.